# بازدیدکنندگان (فیلم ۲۰۱۳)
« بازدیدکنندگان » (انگلیسی: Visitors (2013 film)) فیلمی در ژانر مستند است که در سال ۲۰۱۳ منتشر شد.
"گادفری رجیو" رابطه‌ی خلسه مانند انسان با تكنولوژی را به تصویر كشیده است. ...